# Tetrapterys buxifolia
Tetrapterys buxifolia är en tvåhjärtbladig växtart som beskrevs av Antonio José Cavanilles. Tetrapterys buxifolia ingår i släktet Tetrapterys och familjen Malpighiaceae. Inga underarter finns listade i Catalogue of Life.